# Arcigay
Arcigay - Associazione lesbica e gay italiana («Arcigay - Asociación lésbica y gay italiana») es una associazioni di promozione sociale, una ONG sin lucro, constituida en 1980 y oficialmente en 1985. Su fin se define como la tutela de los derechos de los homosexuales en Italia. En 2006, la asociación declaraba tener más de 160.000 asociados. La asociación tiene su sede central en Bolonia y está estructurada en grupos por todo el ámbito nacional; su presidente es Paolo Patanè.

## Historia

### Origen
El primer núcleo de lo que más tarde sería Arcigay se formó en Palermo en diciembre de 1980 con el nombre de ARCI Gay. El lugar no fue casual, puesto que en Sicilia, precisamente en Giarre, en la provincia de Catania, el verano anterior, dos jóvenes homosexuales conocidos como Giorgio y Toni (respectivamente Giorgio Agatino Giammona de 25 años y Antonio Galatola, de 15) fueron encontrados asesinados con una bala en la cabeza cada uno: las investigaciones revelaron que el asesino fue el sobrino de Toni, obligado por ambos a hacerlo; Giorgio y Toni habían decidido hacerse asesinar para evitar la vergüenza de su condición de homosexuales que, en aquel periodo histórico, representaba para ellos y sus familias.
El de Palermo fue el primero de una serie de núcleos que comenzaron a surgir en toda Italia; la asociación todavía no existía como entidad autónoma, sino como extensión de la comisión nacional por los derechos civiles de ARCI. El impulso determinante provino del trabajo de Marco Bisceglia, sacerdote adherido a la llamada teología de la liberación, homosexual y precursor del matrimonio gay en Italia, al haber celebrado en 1975 una unión religiosa llamada «de consciencia» entre dos hombres. La unión provocó su suspensión a divinis, a pesar de que los contrayentes eran en realidad periodistas del periódico de izquierda Il Borghese bajo una falsa apariencia, que relataron posteriormente todo cuanto había acontecido en un reportaje.
En 1982, siempre en Palermo, se realizó una reunión nacional del ARCI Gay, considerada como el primer congreso nacional de la asociación considerando la participación y la presencia de los principales colaboradores de ARCI. Dos años más tarde, ARCI Gay se planteó el problema de su institucionalización y estabilizar la propia presencia en todo el país, lo que llevó a la primera reunión constitutiva que tuvo lugar a finales de 1984.

### Formación y primeros años de actividad
La discusión progresó a nivel de la realidad territorial, llevando el 2 y 3 de marzo de 1985, en la asamblea de Bolonia, una gran parte de los grupos homosexuales italianos se unieran en una asociación nacional, asumiendo en nombre de Arcigay. El primer presidente de la asociación fue Beppe Ramina y su primer secretario Franco Grillini. Bolonia fue elegida como sede nacional, sita en el Cassero di Porta Saragozza, usado ya en 1982 por el Circolo Culturale 28 Giugno, primera asociación cultural homosexual en aparecer en el espacio público en Italia. El nombre del grupo (circolo) deriva de la fecha del contrato de alquiler del local con la comuna de Bolonia, el 28 de junio de 1982.
Una de las primeras actividades de la nueva asociación fue la colaboración con el gruppo Abele de Turín para llevar al teatro la primera ópera italiana sobre el sida, editada por Giovanni Dall’Orto. Era consecuencia de la voluntad de Arcigay de difundir el conocimiento sobre el VIH y la lucha contra en síndrome de inmunodeficiencia adquirida, que en la época estaba transmitiéndose velozmente sobre todo entre homosexuales masculinos.
Durante el resto del decenio, Arcigay estuvo envuelta en iniciativas de varios tipos; entre los más relevantes estuvieron el 20 de junio de 1986 la convención sobre el tema «Homosexualidad y Estado» en Roma; el congreso nacional de diciembre de 1987, donde se eligió a Franco Grillini a la presidencia de la asociación; varias consultas legislativas y proyectos de ley presentados en el Parlamento, siendo el primero en 1988, de la diputado del socialista Alma Ágata Cappiello, tendente a regular las uniones homosexuales; otras iniciativas contemplaron la reglamentación de las uniones civiles y la discriminación basada en la orientación sexual.

L’Arcigay, nella rappresentazione dei mass media, è diventata la portavoce quasi unica degli omosessuali italiani, la massima proiezione di quella che altrove si chiama a buon diritto “comunità gay”.
Arcigay, en la representación de los medios de comunicación de masas, se ha convertido en el portavoz casi único de los homosexuales italianos, la máxima proyección de aquellos que en otros lugares se llaman con razón la «comunidad gay».
Gianni Rossi Barilli

### De los años noventa hasta hoy

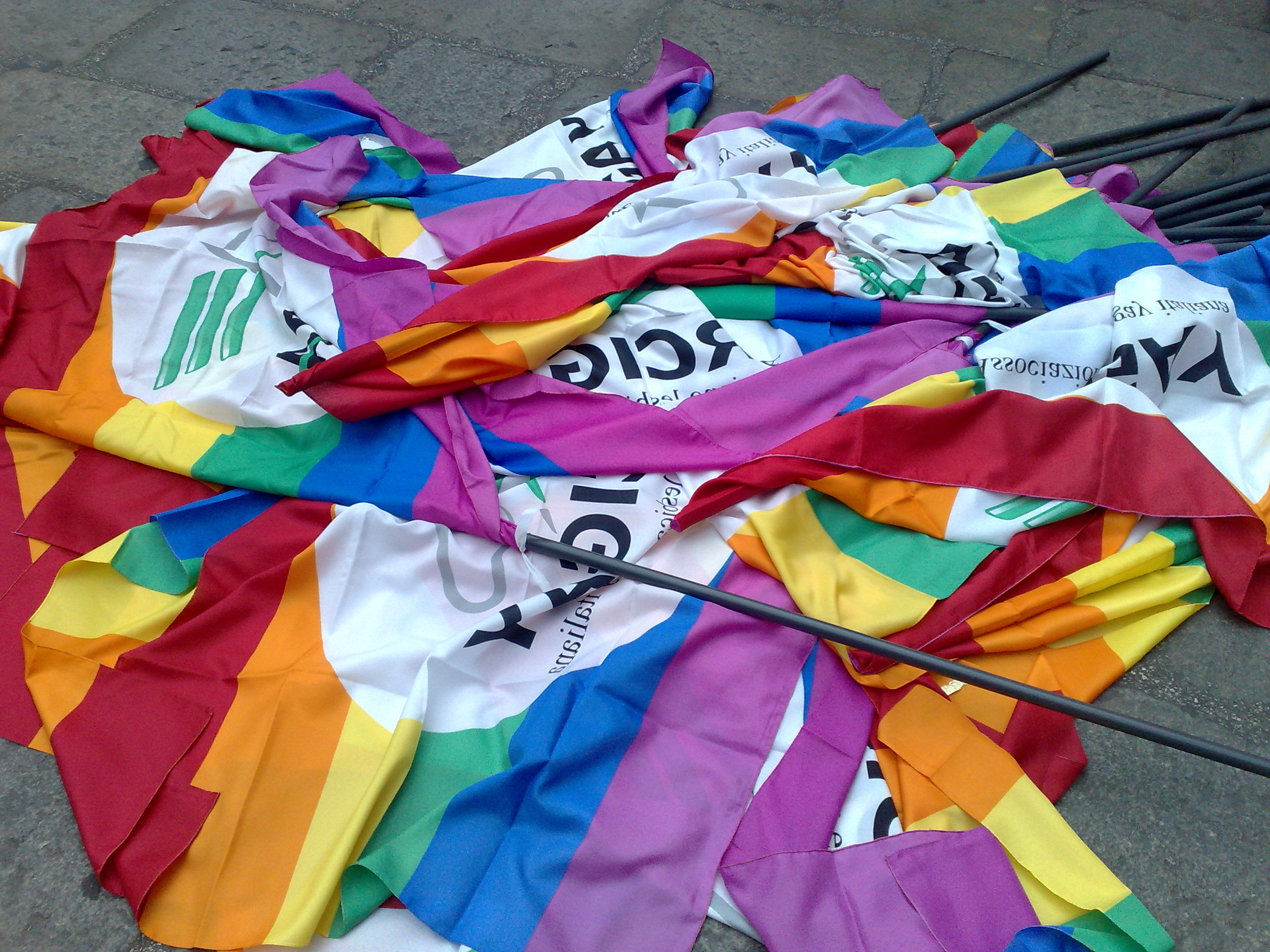
Banderas de Arcigay

El 1 de diciembre de 1990 una delegación, con ocasión de la Jornada mundial contra el sida, fue recibida por el presidente de la República, Francesco Cossiga.
En 1994, durante un congreso en Rímini, la asociación cambió su nombre a «Arcigay Arcilesbica», creando cuotas por géneros en los órganos directivos al 50%: la secretaría nacional de Graziella Bertozzo pasa a Giulia Crippa. En 
Ese mismo año, en 1995 y 1996, se produjeron grandes manifestaciones LGBT en Roma («Gay&Lesbian Pride») y en Verona («Alziamo la testa»), donde se dirigió contra una resolución del consejo comunal; en 1996 se organizó una gran manifestación del orgullo en Nápoles. En 1996 la asociación recogió 90 000 firmas a favor de la unión civil para homosexuales.
Durante el VII congreso de Arcigay en 1996 en Rimini, la asociación se divide en Arcigay y Arcilesbica, creándose la mayor organización lésbica de Italia. Los grupos de Pisa, Turín, Florencia, Sassari, Verona, Catania y Padua decidieron salir de Arcigay, como protesta por la escisión.
El 13 de enero de 1998, en la Ciudad del Vaticano, el escritor gay siciliano Alfredo Ormando se inmoló para protestar contra la homofobia de la iglesia católica. Arcigay instituyó el día como la «Jornada internacional contra la discriminación religiosa contra los homosexuales», que en 2006 se convirtió en la «Jornada por el diálogo entre la homosexualidad y las religiones».
En 2002, la asociación se articuló en áreas temáticas: jurídico, salud, extranjero, comunicación, inmigración y jóvenes. En 2003 se lanzó la campaña de sensibilización «Un PACS avanti» («Un PACS adelante»). La iniciativa tenía el fin de inducir al parlamento italiano a crear una ley siguiendo el modelo del Pacte civil de solidarité (PACS, unión civil) francés creado en 1999, tanto a nivel de reconocimiento jurídico como de regulación de las uniones civiles, independientemente de la orientación sexual. En el plano político, se obtuvo la adhesión de algunos partidos políticos de izquierda, como Democratici di Sinistra, Radicali Italiani, Comunisti Italiani, Rifondazione Comunista, Verdi, Sinistra Giovanile, Giovani Comunisti, y de la Confederazione Generale Italiana del Lavoro (CGIL).
Desde el 14 de febrero de 2010, el presidente nacional de Arcigay es Paolo Patanè.